# ایندایال
ایندایال (به پرتغالی: Indaial) یک شهرداری در برزیل است که در سانتا کاتارینا واقع شده‌است. ایندایال ۴۳۰٫۵۳۴ کیلومتر مربع مساحت و ۷۰٬۹۰۰ نفر جمعیت دارد و ۶۴ متر بالاتر از سطح دریا واقع شده‌است.